# Poutre échelle
Une poutre échelle, ou poutre Vierendeel, est une poutre constituée de deux membrures continues reliées par des montants verticaux encastrés et formant ainsi un réseau à mailles carrées. Cette poutre se distingue de la poutre treillis en ce que la transmission de l'effort tranchant passe nécessairement par la flexion des montants et des membrures ; son équilibre nécessite donc des liaisons rigides aux nœuds, contrairement aux treillis.

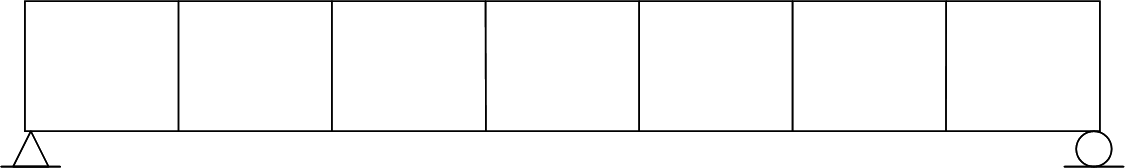
Schéma de poutre échelle

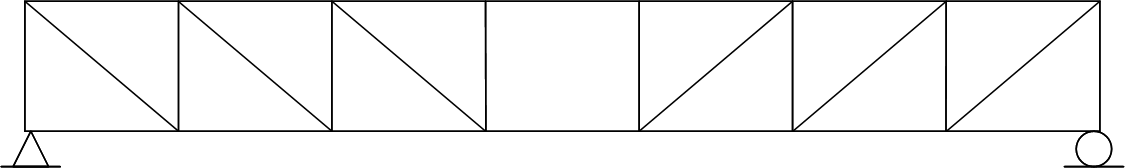
Schéma d'une combinaison treillis-échelle